# Kärmesaari (ö i Södra Savolax, S:t Michel, lat 61,63, long 28,36)
Kärmesaari är en ö i Finland. Den ligger i sjön Pieni-Laamio och i kommunen Puumala i den ekonomiska regionen  S:t Michel och landskapet Södra Savolax, i den södra delen av landet, 240 km nordost om huvudstaden Helsingfors. Öns area är 0,1 hektar och dess största längd är 60 meter i nord-sydlig riktning.